# PC-Welt
PC-Welt (eigene Schreibweise: PC-WELT) ist ein monatlich erscheinendes deutschsprachiges Computermagazin. Die Erstausgabe erschien im November 1983, das Magazin ist damit eines der ältesten deutschsprachigen Computermagazine. Zielgruppe sind fortgeschrittene und professionelle Anwender.
PC-Welt erscheint im Verlag der International Data Group (IDG), der neben dem US-amerikanischen Schwestermagazin PC World zahlreiche Ableger in vielen Ländern der Welt herausgibt.

## Geschichte

Logo des Internetauftritts pcwelt.de

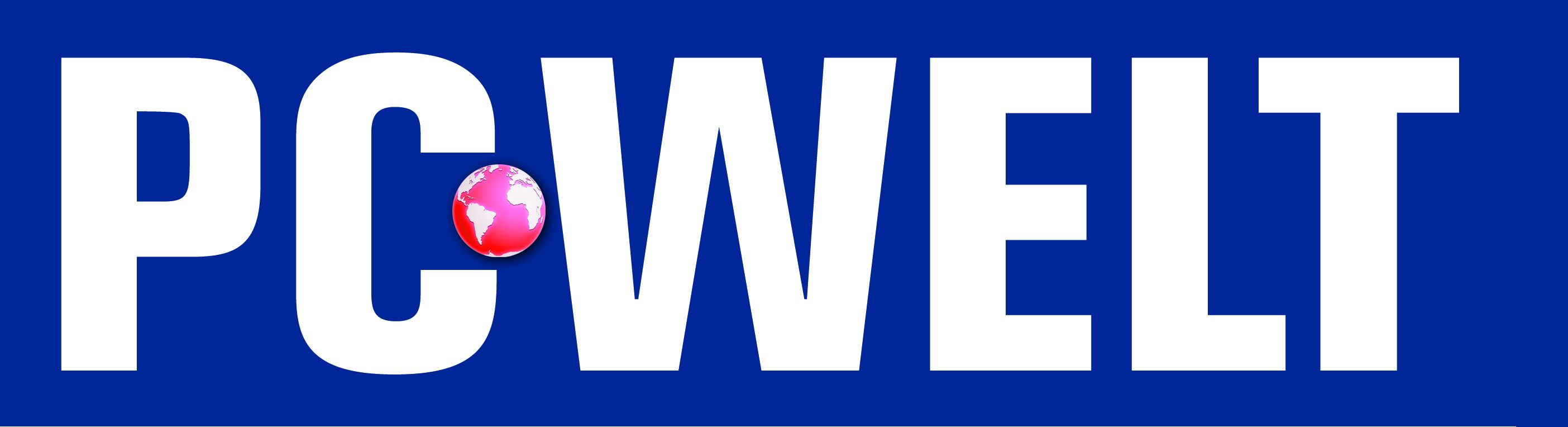
Logo der Zeitschrift bis 2013

Ehemaliges Logo (2006)

Ende 1983 gegründet, entwickelte sich PC-Welt zur auflagenstärksten PC-Zeitschrift Deutschlands. Auch die schon 1978 als Technikzeitschrift gegründete Chip, über Jahre der Marktführer bei der PC-Presse, wurde rasch überholt. Seit 2002 hat PC-Welt jedoch mit Auflagenproblemen zu kämpfen. Die Zahl der am Kiosk verkauften Hefte halbierte sich gegenüber dem Höchststand im 4. Quartal 2001 fast, die Zahl der zu niedrigen Preisen abverkauften Hefte („Sonderverkäufe“ und „Bordexemplare“) nahm von nur 88 (4. Quartal 1998) über 19.944 (4. Quartal 2003) auf 98.487 Exemplaren im 4. Quartal 2009 erheblich zu. PC-Welt verlor weit über dem Branchendurchschnitt an Auflage. Die Chefredakteure und die Verlagsleiter wechselten in schneller Folge. Seit dem 4. Quartal 2007 hat Chip bei der verkauften Auflage wieder die Nase vorn. Auch online hat PC-Welt das Nachsehen; die Website von Chip ist seit ihrem Bestehen eine der meistbesuchten PC-Websites in Deutschland.
Viel zur einstigen Auflagenrallye hat die kritische Berichterstattung der PC-Welt beigetragen. Vor allem auf die Schwächen der Microsoft-Software wurde regelmäßig hingewiesen. 1998 etwa veröffentlichte die Zeitschrift den Artikel Windows 95 unautorisiert (Ausgabe 03/1998), der die Zusammensetzung des CD-Keys erläuterte. Im Artikel war eine gültige Schlüsselnummer für Windows 95 abgedruckt, um zu zeigen, wie simpel Microsoft versuchte, Programme zu schützen: Die letzte siebenstellige Zahl des CD-Keys musste lediglich durch sieben teilbar sein, um einen gültigen Schlüssel darzustellen. Microsoft war über diesen und andere Tipps in dieser Titelstory empört, zog (erfolglos) vor Gericht und warf der Redaktion „Aufforderung zum Rechtsbruch“ und „Verrat von Geschäftsgeheimnissen“ vor. Der Artikel führte zu einem jahrelangen Boykott von Microsoft gegenüber der Zeitschrift. Ansonsten berichtet PC-Welt auch über die Welt jenseits von Microsoft: Als Sonderheft-Reihe gibt es mittlerweile auch ein Linux-Magazin, das 4-mal pro Jahr erscheint.
Zu Zeiten von MS-DOS wurden immer wieder Artikel publiziert, in denen beschrieben wird, wie man DOS beschleunigt; unter anderem wurde behauptet, dass sich auf Basis des Windows-3.11-Kernels schon vor Erscheinen von Windows 95 ein 32-Bit-DOS zaubern ließe. Diese Art von Artikeln brachte der PC-Welt in Fachkreisen scherzhaft den Titel „Bildzeitung der Computerzeitschriften“ ein, lange bevor es die „echte“ Computer Bild gab. In Briefen beschwerten sich Leser, wenn alles stimmen würde, was die Zeitschrift publiziert, dann müsste der eigene Rechner „mittlerweile mit Lichtgeschwindigkeit“ laufen.
Im März 2009 erteilte der Deutsche Presserat der PC-Welt eine öffentliche Rüge. Der Presserat kritisierte damit einen Artikel über Hacker-Tools, der im Heft 10/2008 erschienen war. Eine solche Berichterstattung über nicht legale Programme entspräche nicht den journalistischen Grundsätzen. Das Ansehen der Presse gerate in Gefahr, wenn eine Zeitschrift „Gebrauchsanweisungen“ für verbotene Software gäbe.
Im August 2015 wurde angekündigt die Print-Redaktion aufgrund der rückläufigen Auflage, die nur noch bei knapp 100.000 Exemplaren lag an einen externen Partner auszulagern.

## Bisherige Chefredakteure
- Michael Klein (1989–2001)
- Jürgen Bruckmeier (2001–2003)
- Michael Lohmann (2003–2005)
- Andreas Perband (2005–2008)
- Michael Klein (2008–2010)
- Harald Kuppek (2010–2011)
- Sebastian Hirsch (seit 2011 PC-Welt Magazin)
- Christian Löbering (2015 bis Mai 2022 pcwelt.de)
- Panagiotis Kolokythas (seit Mai 2022 pcwelt.de)[7]

## Ausgaben
PC-Welt erscheint derzeit in drei Ausgaben: als reine Magazinausgabe ohne Datenträger, als DVD-Ausgabe und als Plus-Ausgabe mit 32 zusätzlichen Seiten und zwei DVDs. Anfang Juni 2014 erreichte ein Schreiben der Abonnementsverwaltung die PC-Welt-Bezieher mit der Mitteilung, dass die normale DVD-Ausgabe mit einem Datenträger eingestellt ist und man in Zukunft mit der Plus-Version beliefert würde. Hinweis (da fehlend im IntanService-Schreiben): Diese kostet pro Ausgabe 2 Euro mehr, und man kann natürlich außerordentlich kündigen. Im Juni 2015 erschien vorübergehend letztmals die DVD-Ausgabe (mit einer DVD). Seit Juli 2015 ist nur noch die Plus-Ausgabe als Abo erhältlich. Seit September 2015 ist die normale DVD-Ausgabe wieder im Handel erhältlich.

## Auflagenstatistik
Im vierten Quartal 2014 lag die durchschnittliche monatlich verbreitete Auflage nach IVW bei 105.386 Exemplaren. Das sind 30,23 Prozent (45.680 Hefte) weniger als im Vergleichsquartal des Vorjahres. Die Abonnentenzahl nahm innerhalb eines Jahres um 14,06 Prozent auf 53.432 Abonnenten ab. Derzeit beziehen 50,70 Prozent der Leser die Zeitschrift im Abonnement. Im 3. Quartal 2021 betrug die verkaufte Auflage 50.086 Exemplare.
| Anzahl der monatlich verbreiteten Exemplare | Anzahl der monatlich verbreiteten Exemplare | Anzahl der monatlich verbreiteten Exemplare | Anzahl der monatlich verbreiteten Exemplare | Anzahl der monatlich verbreiteten Exemplare |
| ------------------------------------------- | ------------------------------------------- | ------------------------------------------- | ------------------------------------------- | ------------------------------------------- |
| Quartal                                     |                                             |                                             | Auflage a                                   |                                             |
| IV/1997                                     | IV/1997                                     |                                             | 324.280                                     | 324.280                                     |
| IV/1998                                     | IV/1998                                     |                                             | 393.028                                     | 393.028                                     |
| IV/1999                                     | IV/1999                                     |                                             | 403.872                                     | 403.872                                     |
| IV/2000                                     | IV/2000                                     |                                             | 420.093                                     | 420.093                                     |
| IV/2001                                     | IV/2001                                     |                                             | 488.674                                     | 488.674                                     |
| IV/2002                                     | IV/2002                                     |                                             | 481.519                                     | 481.519                                     |
| IV/2003                                     | IV/2003                                     |                                             | 501.904                                     | 501.904                                     |
| IV/2004                                     | IV/2004                                     |                                             | 465.630                                     | 465.630                                     |
| IV/2005                                     | IV/2005                                     |                                             | 424.556                                     | 424.556                                     |
| IV/2006                                     | IV/2006                                     |                                             | 425.594                                     | 425.594                                     |
| IV/2007                                     | IV/2007                                     |                                             | 397.372                                     | 397.372                                     |
| IV/2008                                     | IV/2008                                     |                                             | 411.282                                     | 411.282                                     |
| IV/2009                                     | IV/2009                                     |                                             | 364.447                                     | 364.447                                     |
| IV/2010                                     | IV/2010                                     |                                             | 318.897                                     | 318.897                                     |
| IV/2011                                     | IV/2011                                     |                                             | 249.503                                     | 249.503                                     |
| IV/2012                                     | IV/2012                                     |                                             | 212.138                                     | 212.138                                     |
| IV/2013                                     | IV/2013                                     |                                             | 151.066                                     | 151.066                                     |
| IV/2014                                     | IV/2014                                     |                                             | 105.386                                     | 105.386                                     |
| IV/2015                                     | IV/2015                                     |                                             | 90.754                                      | 90.754                                      |
| IV/2016                                     | IV/2016                                     |                                             | 78.025                                      | 78.025                                      |
| Quelle: IVW                                 |                                             |                                             |                                             |                                             |

| Anzahl der monatlich verkauften Abonnements | Anzahl der monatlich verkauften Abonnements | Anzahl der monatlich verkauften Abonnements | Anzahl der monatlich verkauften Abonnements | Anzahl der monatlich verkauften Abonnements |
| ------------------------------------------- | ------------------------------------------- | ------------------------------------------- | ------------------------------------------- | ------------------------------------------- |
| Quartal                                     |                                             |                                             | Abos a                                      |                                             |
| IV/1998                                     | IV/1998                                     |                                             | 101.278                                     | 101.278                                     |
| IV/1999                                     | IV/1999                                     |                                             | 108.220                                     | 108.220                                     |
| IV/2000                                     | IV/2000                                     |                                             | 120.092                                     | 120.092                                     |
| IV/2001                                     | IV/2001                                     |                                             | 146.001                                     | 146.001                                     |
| IV/2002                                     | IV/2002                                     |                                             | 160.676                                     | 160.676                                     |
| IV/2003                                     | IV/2003                                     |                                             | 174.038                                     | 174.038                                     |
| IV/2004                                     | IV/2004                                     |                                             | 171.732                                     | 171.732                                     |
| IV/2005                                     | IV/2005                                     |                                             | 159.138                                     | 159.138                                     |
| IV/2006                                     | IV/2006                                     |                                             | 147.727                                     | 147.727                                     |
| IV/2007                                     | IV/2007                                     |                                             | 144.282                                     | 144.282                                     |
| IV/2008                                     | IV/2008                                     |                                             | 139.974                                     | 139.974                                     |
| IV/2009                                     | IV/2009                                     |                                             | 119.815                                     | 119.815                                     |
| IV/2010                                     | IV/2010                                     |                                             | 102.196                                     | 102.196                                     |
| IV/2011                                     | IV/2011                                     |                                             | 98.069                                      | 98.069                                      |
| IV/2012                                     | IV/2012                                     |                                             | 85.745                                      | 85.745                                      |
| IV/2013                                     | IV/2013                                     |                                             | 62.174                                      | 62.174                                      |
| IV/2014                                     | IV/2014                                     |                                             | 53.432                                      | 53.432                                      |
| IV/2015                                     | IV/2015                                     |                                             | 46.104                                      | 46.104                                      |
| IV/2016                                     | IV/2016                                     |                                             | 41.670                                      | 41.670                                      |
| Quelle: IVW                                 |                                             |                                             |                                             |                                             |

## Onlineangebot pcwelt.de
PC-Welt Online bietet täglich aktualisierte News, Tipps, Kaufberatungen und Tests rund um den PC. Zusätzlich gibt es ein umfangreiches Angebot an täglichen Newslettern, die per E-Mail direkt an den Besteller geschickt werden. Der Zuspruch der Website steigt. Im Januar 2008 hatte www.pcwelt.de folgende IVW-geprüfte Zahlen: 12.480.042 Visits (Besucher) und 45.850.023 Pageimpressions (Seitenabrufe). Das ist im 5-Jahres-Vergleich eine spürbare Verbesserung, vor allem bei den Besuchern (Januar 2003: 5.553.277 Visits, 36.905.898 Pageimpressions). Der direkte Wettbewerber Chip-Online legte im selben Zeitraum von 12.373.789 Visits und 88.119.527 Pageimpressions (Januar 2003) auf 32.468.517 Visits und 205.066.148 Pageimpressions (Januar 2008) zu. Im Januar 2015 erreichte PC-Welt Online 9.770.264 Visits und 24.024.744 PIs, wobei allerdings nur 57 % des Traffics auf pcwelt.de entfallen. Sie hat damit eigentlich 5.569.051 Visits und 13.694.104 PIs. Der Rest wird laut IVW u. a. von der polnischen Website pcworld.pl erzielt.
Ab Anfang September 2009 kooperierte pcwelt.de mit RapidShare.com. Auf dem bekannten One-Click-Hoster wurden die Downloads von pcwelt.de gehostet. Die Kooperation endete mit der Schließung von RapidShare Ende März 2015. Seitdem bietet PC-Welt die Dateien über eigene Server zum Download an oder leitet auf die Seite des Entwicklers um.
Seit Mai 2022 ist Panagiotis Kolokythas Chefredakteur von PC-WELT / Macwelt. Anfang Oktober 2022 hat pcwelt.de ein neues Design erhalten und setzt als CMS Wordpress (vorher: Interred) ein. Das Angebot von pcwelt.de umfasst neben der Website auch noch einen Youtube-Kanal mit über 630.000 Followern, einen TikTok-Kanal und einen Kanal auf Instagram. Zuletzt hinzugekommen ist der wöchentliche Podcast „Tech-Up Weekly“ mit Jérémie Kaiser als Moderator.